# Cymoinae
De Cymoinae vormen een onderfamilie van krabben (Brachyura) uit de familie Xanthidae.

## Geslachten
De Cymoinae omvat slechts één geslacht
- Cymo De Haan, 1833